# Ярославский (Приморский край)
Яросла́вский — посёлок городского типа в Хорольском районе Приморского края.
Распоряжением Правительства РФ от 29 июля 2014 года № 1398-р «Об утверждении перечня моногородов» Ярославское городское поселение включено в категорию «Монопрофильные муниципальные образования Российской Федерации (моногорода) с наиболее сложным социально-экономическим положением».

## География
Расположен в южной части края в 30 км к юго-востоку от административного центра района — села Хороль, на автодороге А183 Сибирцево — Комиссарово.
Конечная железнодорожная станция (Ярославка-Приморская, Дальневосточной железной дороги) тупиковой ветки от станции Лучки на линии станция Сибирцево — Турий Рог.

## История
Поселок возник в 1951 году как поселение строителей и горняков находящегося близ поселка горно-обогатительного комбината.
Основатель поселка — Григорий Филиппович Кантур (1912—1960), потомок старинного дворянского рода герба Лис.
Первые семьи: Кантуры, Сансецкие, Зевуновы, Лаврики. Они поселились на улице, которая вскоре получит название «улица имени Г. Ф. Кантура», затем её переименуют в «улицу Мичурина» решением Бюро Хорольского РК КПСС.
Официально поселок был зарегистрирован как городское поселение 11 апреля 1957 года и получил своё наименование в честь известного большевика, государственного и партийного деятеля, одного из лидеров «Союза воинствующих безбожников» Емельяна Ярославского.
В разные годы руководителями Ярославского были:
- председатели исполкома Совета депутатов трудящихся В. А. Самоделок, А. Н. Новикова
- главы администрации:
  - в 1991—1997 гг. Г. Н. Сукач
  - в 1997—2000 гг. и 2002—2004 гг. В. А. Ольховик
  - в 2000—2002 гг. С. В. Кириченко
  - в 2004—2005 гг. (исполняющий обязанности) Д. В. Акуленко
  - в 2005—2010 гг. В. Г. Смирнова
  - в 2010 г. (исполняющий обязанности) Ю. А. Рыбаченко
  - в 2010—2015 А. Л. Чудайкин
  - 2015—1.05.2017 Г. Н. Андарак
  - 01.05.2017—09.2017 (исполняющий обязанности) В. В. Потапенко
  - 09.2017—06.2019 В. З. Шестовец
  - 06.2019—10.2019 (исполняющий обязанности) Ю. А. Рыбаченко
  - 10.2019—01.02.2021 В. В. Кондратенко

## Население
| 1959  | 1970  | 1979  | 1989    | 2002    | 2008  | 2009  | 2010  |
| ----- | ----- | ----- | ------- | ------- | ----- | ----- | ----- |
| 6856  | ↗7118 | ↗9278 | ↗11 715 | ↘10 254 | ↘9591 | ↘9531 | ↘9104 |
| 2011  | 2012  | 2013  | 2014    | 2015    | 2016  | 2017  | 2018  |
| ↘9099 | ↘8892 | ↘8809 | ↘8664   | ↘8535   | ↘8478 | ↘8339 | ↗8368 |
| 2019  | 2020  | 2021  | 2023    | 2024    |       |       |       |
| ↘8228 | ↘8142 | ↗8269 | ↘8146   | ↘8074   |       |       |       |

## Экономика
Исторически сложилось, что в Ярославском располагалось два градообразующих предприятия, сосуществовавших в течение нескольких десятилетий: Ярославский горно-обогатительный комбинат и Ярославский сельский строительный комбинат.
Ярославский горно-обогатительный комбинат — одно из двух главных предприятий посёлка. Ярославский ГОК — основное предприятие в России, выпускающее плавикошпатовый концентрат (92 %).
Минерально-сырьевой базой ОАО «Ярославский ЯГОК» являются крупнейшие в мире Вознесенское и Пограничное месторождения флюорита с эксплуатационными запасами флюоритовой руды 51 млн т, которые могут обеспечить работу комбината в течение более 50 лет; с точки зрения характера и объёма имеют стратегическое значение.
ООО «Ярославская горнорудная компания» («ЯГРК») выпускала плавиково-шпатовый концентрат марки ФФ-90 и флюоритовые брикеты марки ФБ-85, а также известняковый и габброидный щебень. В данный момент комбинат законсервирован (с 2014 года).
Другим градообразующим предприятием поселка был Ярославский сельский строительный комбинат (Ярославский ССК), главным объектом производства которого являлись изделия ЖБИ и керамзит. На данный момент от комбината остались не подлежащие восстановлению руины.